# NGC 6957
NGC 6957 este o galaxie situată în constelația Delfinul. A fost descoperită în 28 iunie 1863 de către Albert Marth.